# Fatima El Faquir
Fatima El Faquir (arabisch فاطمة الفقير; * 1954 in Rabat) ist eine ehemalige marokkanische Leichtathletin, die im Sprint und Hürdenlauf an den Start ging und sich auf die 400-Meter-Distanz spezialisiert hat. Sie war die erste weibliche Olympiateilnehmerin Marokkos und sicherte sich 1979 den Afrikameistertitel im 400-Meter-Hürdenlauf und war damit ebenfalls die erste Leichtathletin aus Marokko, der dies gelang.

## Sportliche Laufbahn
Erste internationale Erfahrungen sammelte Fatima El Faquir vermutlich im Jahr 1969, als sie bei den Maghreb-Meisterschaften in Tripolis in 12,8 s die Bronzemedaille im 100-Meter-Lauf hinter ihrer Landsfrau Malika Hadky und Fatma Ben Hdar aus Tunesien gewann. 1971 siegte sie bei den Maghreb-Meisterschaften in Casablanca in 25,6 s im 200-Meter-Lauf und gewann über 100 Meter in 12,7 s erneut die Bronzemedaille, diesmal hinter ihrer Landsfrau Hadky und der Tunesierin Safia Ben Youssef. Zudem sicherte sie sich im 400-Meter-Lauf in 59,1 s die Silbermedaille hinter ihrer Landsfrau Hadky und über 100 m Hürden musste sie sich in 15,2 s nur ihrer Landsfrau Chérifa Meskaoui geschlagen geben. Im selben Jahr belegte sie bei den Mittelmeerspielen in Izmir in 12,8 s den fünften Platz über 100 Meter. Im Jahr darauf nahm sie an den Olympischen Sommerspielen in München teil und schied dort mit 12,56 s in der ersten Runde im 100-Meter-Lauf aus und kam auch über 200 Meter mit 25,27 s nicht über den Vorlauf hinaus. Anschließend absolvierte sie von 1973 bis 1978 ein Sportstudium an der Universität Bukarest in Rumänien und studierte daraufhin an der Universität Montreal in Kanada. 1975 gewann sie bei den Maghreb-Meisterschaften in Tunis mit 5,29 m die Silbermedaille im Weitsprung hinter der Algerierin Messaouda Ouchérif. Im selben Jahr schied sie bei den Mittelmeerspielen in Algier mit 12,60 s im Vorlauf über 100 Meter aus und belegte in 57,38 s den fünften Platz im 400-Meter-Lauf. 1979 nahm sie im 100-Meter-Hürdenlauf an der Sommer-Universiade in Mexiko-Stadt teil und schied dort mit 15,24 s in der Vorrunde aus. Zudem siegte sie im selben Jahr bei den erstmals ausgerichteten Afrikameisterschaften in Dakar in 59,73 s im 400-Meter-Hürdenlauf und sicherte sich über 100 m Hürden in 14,52 s die Bronzemedaille hinter den Nigerianerinnen Judy und Bella Bell-Gam. Zudem belegte sie beim IAAF World Cup in Montreal in 1:07,42 min den achten Platz über 400 m Hürden. 
Neben ihrer aktiven Laufbahn trainierte sie unter anderem die spätere Olympiasiegerin Nawal El Moutawakel und war für das marokkanische Nationalteam verantwortlich. Seit den 1980er Jahren war sie als Leichtathletik-Funktionärin tätig. So organisierte sie mehrere Veranstaltungen in Marokko, darunter die Panarabischen Spiele 1985 in Rabat oder die Spiele der Frankophonie 1989 oder die Crosslauf-Weltmeisterschaften 1999 und die Leichtathletik-Jugendweltmeisterschaften 2005. Zudem war sie eine Zeit im Präsidium der Confédération Africaine d’Athlétisme (CAA) tätig und bekleidete das Amt der Präsidentin der Nordregion des Afrikanischen Leichtathletikverbandes.

## Persönliches
Sie heiratete ihren ehemaligen Trainer Aziz Daouda, der neben el-Faquir auch viele andere marokkanische Leichtathleten trainierte.